# Federação de Futebol de Curaçau
A Federação de Futebol de Curaçau (em papiamento: Federashon Futbol Korsou, ou FFK; em neerlandês: Voetbal Federatie van Curacao) é o órgão dirigente do futebol em Curaçau. Ela é a responsável pela organização dos campeonatos disputados no país, bem como da Seleção Nacional.

## História
Em 5 de setembro de 1958, foi criada a União de Futebol das Antilhas Neerlandesas (NAFU) após uma fusão entre a Federação de Futebol de Aruba (AVB) e a Associação de Futebol de Curaçau (CVB). A Federação de Futebol de Bonaire (BVB) juntou-se mais tarde no dia 4 de agosto de 1963. A afiliação da FIFA da CVB foi transferida para a NAFU em 1958.
A NAVU foi membro fundador da CONCACAF em setembro de 1961.
A Federação de Futebol de Aruba se separou da NAFU em 1986 e tornou-se membro pleno da CONCACAF e dois anos depois, um membro pleno da FIFA.
Em fevereiro de 2011, a União de Futebol das Antilhas Neerlandesas foi renomeada para Federação de Futebol de Curaçau (FFK) após a dissolução das Antilhas Neerlandesas. A nova entidade adotou bandeira e hino independentes nos torneios da FIFA e da CONCACAF, assim como um website próprio. Curaçau foi reconhecida como a sucessora direta das Antilhas Neerlandesas (assim como a Sérvia é considerada a sucessora direta da Iugoslávia), e tomou os seus registros históricos e o ranking da FIFA. A Federação de Futebol de Curaçau foi reconhecida como a sucessora direta das Antilhas Neerlandesas (assim como a Sérvia é considerada a sucessora direta da Iugoslávia), e ficou com os seus registros históricos e o ranking da FIFA.